# Gerd-Rüdiger Puin

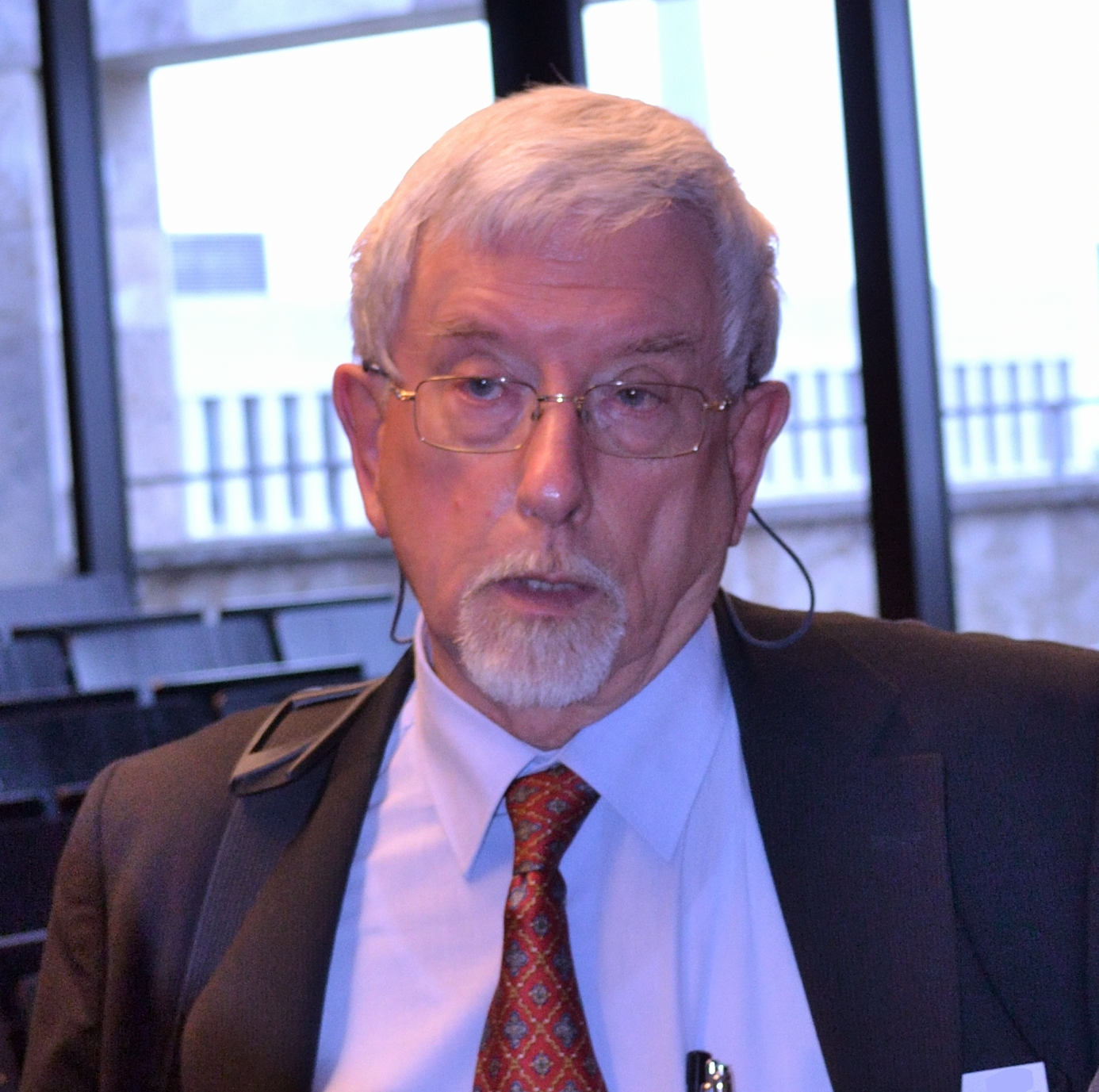
Gerd-Rüdiger Puin (2014)

Gerd-Rüdiger Puin (* 1940 in Königsberg) ist ein deutscher Islamwissenschaftler und Jemen-Experte an der Universität des Saarlandes. 

## Leben
Puin studierte von 1962 bis 1969 Islamwissenschaft, Wirtschaftsgeographie und Wirtschaftspolitik in Bonn und durfte 1964/65 als erster Nicht-Muslim für sieben Monate die Universität in Riad besuchen. Er promovierte und war danach am Deutschen Orient-Institut in Hamburg tätig, bevor er 1972 an die Universität des Saarlandes kam. Er leitete von 1981 bis 1984 in Sana'a das Projekt „Restaurieren und Katalogisieren arabischer Handschriften“, in dem er an den ältesten bekannten Koranfragmenten arbeitete, die bei Bauarbeiten an der Großen Moschee von Sanaa 1972 gefunden wurden. Dadurch wurde er zu einer in der westlichen Islamwissenschaft anerkannten Autorität auf dem Gebiet der Geschichte des Korantextes. Anhand philologischer Analysen stellte er die These auf, dass die schwer verständlichen Koranstellen – er schätzt sie auf 20 % des Textbestandes – unter Berücksichtigung des Einflusses der aramäischen Sprache zur Zeit der Entstehung des Korans gelesen werden müssen. Dieser Ansatz wurde von Christoph Luxenberg systematisch weiterentwickelt.
Mit seinen Forschungsansatz ist Puin ein Repräsentant der „Saarbrücker Schule“, die wiederum Teil der Revisionistischen Schule der Islamwissenschaft ist.

## Schriften
- Der Dīwān von ʿUmar ibn al-Ḫaṭṭāb. Ein Beitrag zur frühislamischen Verwaltungsgeschichte. Dissertation an der Universität Bonn 1970, DNB 482444347.
- Gerd-Rüdiger Puin: Observations on Early Qur'an Manuscripts in San’a’. In: Stefan Wild (Hrsg.): The Qur’an as Text. Brill, Leiden 1996, ISSN 0169-8729.
- Hans-Caspar Graf von Bothmer, Karl-Heinz Ohlig und Gerd-Rüdiger Puin: Neue Wege der Koranforschung. In: Magazin Forschung. Universität des Saarlandes. ISSN 0937-7301, Nr. 1/1999, S. 33–46
- Karl-Heinz Ohlig und Gerd R. Puin (Hrsg.): Die dunklen Anfänge. Neue Forschungen zur Entstehung und frühen Geschichte des Islam. Verlag Hans Schiler, Berlin 2005, ISBN 3-89930-128-5.